# Puck (Polen)
 For alternative betydninger, se Puck. (Se også artikler, som begynder med Puck)
Puck (udtale: [put͡sk] kasjubisk: Pùckò, Pùck, Pëck, tidligere tysk: Putzig) er en by i den nordlige del af voivodskabet Pommern i det nordlige Polen. Den har 10.868(2021) indbyggere og et areal på 	16 km², og er administrationsby i powiatet (amt) Puck . Den ligger i Gdańsk Pommern på sydkysten af Østersøen (Puckbugten) og en del af Kasjubien med mange kasjubisktalende i byen.

## Historie
Bebyggelsen blev markedsplads og søhavn allerede i det 7. århundrede. Navnet blev, som det var almindeligt i middelalderen, stavet anderledes: i et dokument fra 1277 Putzc, 1277 Pusecz, 1288 Puczse og Putsk, 1289 Pucz. Det var en del af Polen, og i 1309 blev det annekteret da den Tyske Orden overtog Gdańsk. Puck opnåede bystatus i 1348. Byens første hospital blev grundlagt i det 14. århundrede. I slutningen af det 14. eller begyndelsen af det 15. århundrede blev der bygget et slot.